# Albert von Holleben (General)
Albert Hermann Ludwig von Holleben (* 24. April 1835 in Erfurt; † 1. Januar 1906 in Naumburg (Saale)) war ein preußischer General der Infanterie und Militärschriftsteller.

## Leben

### Herkunft
Seine Eltern waren der preußische Rittmeister Wilhelm von Holleben (1802–1843) und dessen Ehefrau Louise, geborene von Selchow (1811–1886). Sein jüngerer Bruder war der preußische Generalleutnant Wilhelm von Holleben (1840–1912).

### Militärkarriere
Holleben wurde in einer Kadettenanstalt erzogen und am 27. April 1852 als Portepeefähnrich dem 2. Garde-Regiment zu Fuß der Preußischen Armee überwiesen. Nachdem er 1853 Sekondeleutnant geworden war, wirkte er zwischen 1857 und 1859 als Lehrer am Kadettenhaus Culm. Als Premierleutnant nahm Holleben 1866 am Krieg gegen Österreich teil. Ausgezeichnet mit dem Roten Adlerorden IV. Klasse mit Schwertern wurde er nach Kriegsende zum Hauptmann befördert sowie zum Chef der 2. Kompanie ernannt. Am 10. März 1870 folgte seine Versetzung in den Großen Generalstab. Für die Dauer des mobilen Verhältnisses anlässlich des Krieges gegen Frankreich war Holleben 1870/71 im Generalstab der 1. Garde-Infanterie-Division tätig. Dort wurde er am 22. Dezember 1870 Major und für sein Wirken mit beiden Klassen des Eisernen Kreuzes ausgezeichnet.
1872 bis 1874 arbeitete er im Generalstab des III. und zwischen 1874 und 1878 in dem des X. Armee-Korps. 1878 wurde er Chef des Generalstabs des IV. Armee-Korps. Am 16. September 1881 avancierte er zum Oberst. Ab 1883 war Holleben Abteilungschef im Großen Generalstab, bis er am 24. November 1885 zum Chef des Generalstabs des Gardekorps ernannt und in dieser Eigenschaft am 4. Dezember 1886 zum Generalmajor befördert wurde. In dieser Funktion war Holleben unter anderem Mitglied in der Studienkommission der Kriegsakademie und ab 1888 einer Kommission zur Umarbeitung des Exerzierreglements für die Infanterie. Am 18. Januar 1887 wurde er zum Kommandeur der 3. Garde-Infanterie-Brigade ernannt. Nach zwei Jahren folgte 1889 seine Versetzung als Oberquartiermeister in den Generalstab der Armee sowie die Beförderung zum Generalleutnant. Vom 4. November 1890 bis zum 17. April 1893 kommandierte Holleben die 1. Garde-Division in Berlin. Anschließend wurde er zu den Offizieren von der Armee überführt und am 10. Juni 1893 zum Gouverneur von Mainz ernannt. In dieser Eigenschaft erhielt Holleben am 27. Januar 1894 den Charakter als General der Infanterie und im August 1898 das Großkreuz des Roten Adlerordens mit Eichenlaub und Schwertern am Ringe. In Genehmigung seines Abschiedsgesuches wurde er am 6. November 1898 mit der gesetzlichen Pension zur Disposition gestellt.
Neben seinen militärischen Verpflichtungen war er auch schriftstellerisch tätig.

### Familie
Holleben hatte sich am 22. Oktober 1859 in Berlin mit Clara Schmeckel (* 1838) verheiratet. Aus der Ehe ging die Söhne Wilhelm (1860–1915) und Kurt (1862–1910) sowie die Töchter Ilse (* 1867) und Hertha (* 1872) hervor.

## Schriften
- Die Pariser Commune 1871 unter den Augen der deutschen Truppen. Berlin 1897 (über die Pariser Kommune)
- Aus den Hinterlassenen Papieren des Generals der Infanterie von Holleben. Berlin 1867 (aus den Papieren seines Onkels Heinrich von Holleben, 1784–1864)